# 田辺哲夫
田辺 哲夫（田邊 哲夫、たなべ てつお、1929年3月9日 - 1995年8月8日）は、日本の政治家。弁護士、参議院議員（2期）。

## 来歴
山梨県（旧塩山市、現甲州市）出身。1954年中央大学法学部法律学科卒業し、1955年26歳で司法試験合格。司法修習10期経て、1958年弁護士に。
その後、政界への進出を志し新宿区議、新宿区選挙区選出東京都議会議員、都議会議長を務めた。
1973年東京都議会議員選挙では、田辺を誹謗中傷する偽物の自由新報（自民党機関誌）が出回る事件も発生したが妨害にも屈せずに当選を重ねていった。
1986年第14回参議院議員通常選挙で東京都選挙区から自由民主党公認木曜クラブ新人候補（田辺の後援会会長を務めていた金丸信が属していた）として立候補し初当選。木曜クラブ分裂後は経世会へ移籍した。
第1次海部内閣では法務政務次官を務めた。
1991年東京都知事選挙において自民党都連や都議団の推す現職鈴木俊一ではなく、自由民主党幹事長小沢一郎主導で擁立した磯村尚徳を支援。そのため都議団と軋轢が生じ1992年第16回参議院議員通常選挙では比例区での立候補となったが、再選。
2期目在職中の1995年8月8日、急性心筋梗塞のため東京都新宿区の国立国際医療センターで死去した。66歳没。同月11日、特旨を以て位記を追賜され、死没日付をもって従四位に叙され、勲二等瑞宝章を追贈された。田辺の死去に伴い、繰上補充により山東昭子が当選した。哀悼演説は同年9月29日、参議院本会議で足立良平により行われた。